# Gehrde
Gehrde ist eine Gemeinde innerhalb der Samtgemeinde Bersenbrück im Norden des niedersächsischen Landkreises Osnabrück.

## Geografie

### Geographische Lage
Gehrde liegt im Osten des ehemaligen Landkreises Bersenbrück, der heute den Norden des Landkreises Osnabrück bildet. Die Hase streift das Gemeindegebiet im Nordwesten.

### Gemeindegliederung

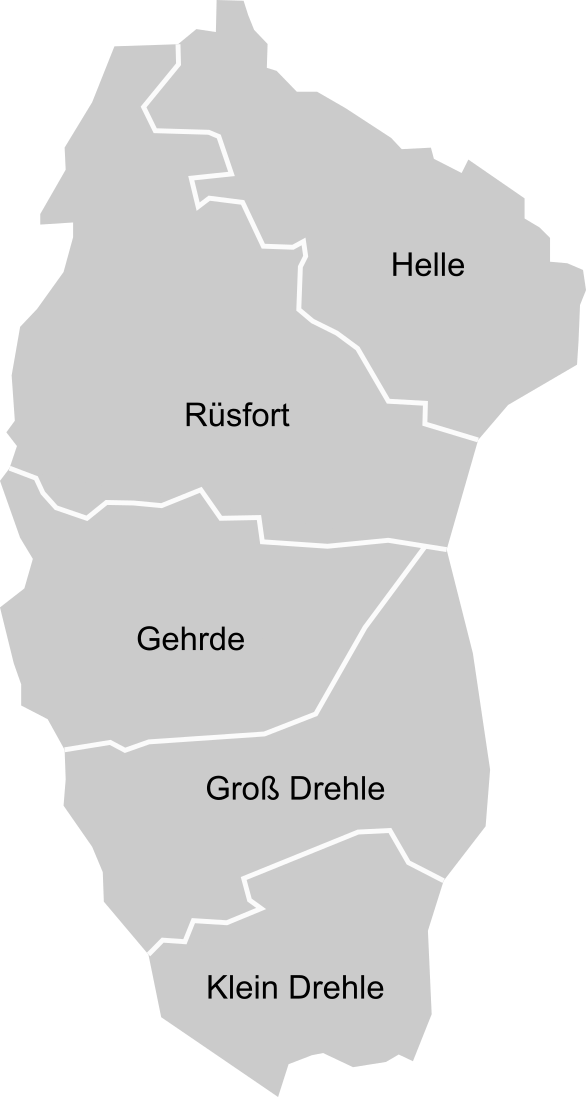
Ortsteile Gehrde

Die Gemeinde setzt sich aus den folgenden Ortsteilen zusammen:
1. Dorf Gehrde – Sitz der Gemeindeverwaltung
2. Bauerschaft Gehrde
3. Groß Drehle
4. Helle (Klein-Helle und Groß-Helle)
5. Klein Drehle
6. Rüsfort

### Nachbargemeinden
Gehrde grenzt im Norden an Badbergen, im Westen an Bersenbrück, im Süden an Rieste sowie im Osten an Neuenkirchen-Vörden und Holdorf (beide Landkreis Vechta).

### Geologie und Hydrogeologie
Gehrde liegt in der Norddeutschen Tiefebene. Das Gebiet um Gehrde besteht hauptsächlich aus glazio-fluvialen Ablagerungen, die in erster Linie aus lehmigen und sandigen Ablagerungen des Pleistozäns bestehen. Bohrungen zeigten, dass die oberste Bodenschicht eine Stärke von ca. 5–7 m hat. Diese Schicht ist unterlagert von einer ca. 10 m starken lehmigen und marligen Sedimentschicht. Sandige Schichten in einer Tiefe von 25–30 m bilden einen ertragreichen Aquifer für Grundwasserförderung. Der oberste Grundwasserleiter befindet sich in einer Tiefe von 2–6 m.

## Klima
In Gehrde herrscht ein durch feuchte Nordwestwinde von der Nordsee beeinflusstes gemäßigtes Seeklima mit milden Wintern, warmen Sommern und ganzjährig gleichmäßig verteilten, mäßigen Niederschlägen. Die Sommer sind häufig trocken und sonnig, während im Winter gelegentlich Schnee fällt.
Im Jahre 2023 betrug die durchschnittliche Temperatur 11,2 °C. Sie ist tendenziell steigend. Sie betrug in den letzten zehn Jahren durchschnittlich 10,6 °C und in den letzten 100 Jahren waren es durchschnittlich 9,2 °C.
Zwischen Mai und August kann mit durchschnittlich 20–25 Sommertagen (klimatologische Bezeichnung für Tage, an denen die Maximaltemperatur 25 °C übersteigt) gerechnet werden.
Es gibt je nach Messmethode und Definition durchschnittlich etwa 1627–2275 Sonnenstunden pro Jahr.
Es fällt jährlich ca. 700 mm Niederschlag.

## Gehrde und das Artland
Gehrde ist als Gemeinde in der Samtgemeinde Bersenbrück nicht Teil der Samtgemeinde Artland. Es liegt aber, wie der Rest der Samtgemeinde Bersenbrück sowie die Samtgemeinde Fürstenau, in der Erlebnisregion Artland. Nur Gehrde gehört von den Teilgemeinden der Samtgemeinde Bersenbrück darüber hinaus zur Landschaft Artland im Landkreis Osnabrück und ist durch diesen Status in das Projekt Kulturschatz Artland einbezogen.

## Geschichte

### Entstehung
Die Bauerschaft Gehrde wurde 977 als Girithi in einer Urkunde Kaiser Ottos II. erstmals erwähnt. Der Ortsteil Drehle findet bereits 973 als trele Erwähnung in einer Kaiserurkunde Ottos I. Der Ortsteil Rüsfort wurde 880 in Schriftzeugnissen genannt. Helle erscheint seit 1309 und Klein Drehle seit 1350 in den Quellen. Das Dorf Gehrde entstand um 1251.
Laut dem Namenkundler Jürgen Udolph deutet der Ortsname Gehrde in seiner ältesten Form als girithi sprachgeschichtlich auf germanische Wurzeln. Es wird angenommen, dass die kontinuierliche Besiedlung der Gehrder Gegend in die Zeit der Völkerwanderung zu Beginn des frühen Mittelalters (6. Jahrhundert) zurückreicht.
Erst um 880 wird im Werdener Urbar (Abgabenliste für die Reichsabtei Werden, heute Essen an der Ruhr) mit hriasforda erstmals ein Ortsteil von Gehrde (heute Rüsfort) genannt. Rüsfort war damals eine Station auf dem Weg der Mönche nach Nordosten in den Lerigau. Nach Rüsfort, das an der Hase liegt, kamen 885/86 Wikinger zum Plündern. Sie kamen 885 beispielsweise auch nach Duisburg. Sie fuhren auch die Ems und die Hase hoch und stießen auf Rüsfort.
Die Gegend um Gehrde wurde danach zu einem regionalen Machtzentrum. Den Herren von Rüsfort, die 977 urkundlich genannt wurden, gehörten weite Bereiche am östlichen Ufer der mittleren Hase. Darunter auch Drehle, Gehrde und Wehdel. Der Besitz war so bedeutend, dass Otto der Große der Gegend im Jahr 973 einen Besuch abstattete und in Drehle (treli) eine Urkunde ausfertigen ließ. Daran wurde 2013 mit einem Fest in Groß Drehle erinnert.
Mit den schriftlichen Erwähnungen von 880, 885/6, 973, 977 liegen vier Zeugnisse aus der Zeit vor 1000 vor. Es gibt keine ländliche Siedlung in Nordwestdeutschland, die über eine so dichte Überlieferung aus dieser fernen Zeit verfügt.
In dieser Zeit war die Gegend noch dünn mit drei weilerartigen Gehöftgruppen (treli, girithi und hriasforda) besiedelt. Es wird kaum mehr als sechs Hauptwohnungen je Weiler gegeben haben. Hinzu kam ein befestigter Haupthof, der etwa dort lag, wo heute das Kriegerdenkmal an der Langen Straße liegt. Dort stand auch eine Kapelle in Fachwerk als sogenannte Eigenkirche der Herren von Rüsfort, die dort wohnten. Das heutige Dorf Gehrde samt Kirche gab es noch nicht.

### Mittelalter und Reformationszeit
Gehrde entstand erst nach 1225. Damals lebten die zuständigen Grundherren nicht mehr auf dem Haupthof an der Langen Straße, sondern hatten ihren Wohnsitz auf eine „Burg“ in der Nähe eines Baches verlegt, den sie aufstauen ließen, um so nicht nur durch eine Gräfte geschützt zu sein, sondern auch eine Wassermühle betreiben zu können.
Mit Ausweitung der Besiedlung gründeten die Rüsforter Herren eine Gemeindekirche. Dieser Holzbau lag schon dort, wo heute die Kirche steht. Entlang der Achse Burg (am Ende der Feldstraße) und Kirche entwickelte sich nun eine Besiedlung von Handwerkern und Händlern, aus der sich sehr langsam das heutige Dorf Gehrde entwickelte.
Ein Schwerpunkt lag dabei am Rande des Friedhofs, der rund um die Kirche angelegt worden war. Diese Hütten wurden später zu Kirchhofspeichern, aus den später Häuser wurden. Sie stehen an der Südseite der in der zweiten Hälfte des 14. Jahrhunderts, nunmehr aus Stein errichteten, Kirche.
Die Steine der Kirche, die haseaufwärts aus den Steinbrüchen bei Üffeln stammen, wurden vermutlich auf dem Wasserweg nach Gehrde transportiert. Bei Fundamentierungsarbeiten kam in den 1990er Jahren ein breites Grabenprofil direkt am Kirchhof zutage. Urkundlich lässt sich dort eine weitere Mühle nachweisen.
Die Gehrder Gegend war früher in weiten Bereichen eine Wasserlandschaft, ähnlich dem Spreewald. Weite Bereiche wurden immer wieder überschwemmt und Äcker konnten nur auf wenigen höheren „Inseln“ angelegt werden.
Heinrich Böning, bis 2015 Leiter des Stadtmuseums Quakenbrück, weist darauf hin, dass unter dem Begriff „Artland“ bereits in der Reformationszeit das Gebiet der evangelisch gewordenen Kirchspiele Badbergen, Gehrde und Menslage sowie der Stadt Quakenbrück verstanden worden sei, dass Gehrde also im Bewusstsein seiner Einwohner seitdem als Teil des „Kern-Artlandes“ betrachtet wurde und zum Teil heute noch wird. Erkennbar ist Letzteres am Einbezug Gehrdes in das Projekt Kulturschatz Artland.

### 19. Jahrhundert
Im Dorf Gehrde lebten Handwerker (z. B. Tabakspinner, Färber, Bäcker) und Händler (Garnkäufer, Viehhändler), die kaum Land hatten, das sie bewirtschaften konnten. Sie waren selbständig und frei, während fast alle Landbewohner den adeligen Grundherren gehörten. Dennoch wuchs die Bevölkerung seit dem Ende des Dreißigjährigen Krieges immer stärker an, so dass die Menschen in Scheunen, Backhäusern und Torfhütten leben mussten. Erst nach 1830 eröffnete sich ihnen die Möglichkeit, in die USA auszuwandern. Tausende verließen in den folgenden hundert Jahren die Gehrder Gegend. Heute kommen immer wieder Nachfahren der Auswanderer nach Gehrde und suchen nach ihren Wurzeln.
In New York gab es viele Einwanderer aus Gehrde, sodass man dort einen Gehrder Klub und einen Gehrder Schützenverein gründete, in dem Plattdeutsch gesprochen wurde. Fast alle Gehrder Familien hatten Verwandte in den USA. Einige Familien aus Gehrde wurden in den USA reich, wie die Familie Schulte aus Rüsfort, der bis zur Enteignung im Jahr 1917 große Teile der Stadt San Francisco gehörten.
In Gehrde entstanden im 19. Jahrhundert prächtige Bauernhäuser, die heute touristisch das Bild vom reichen Artland prägen. Der überwiegende Teil der Bevölkerung lebte aber unter beengten Verhältnissen in kleinen Heuerhäusern, wie die Knechte, die ihre Schlafkammer in der Regel über den Pferdeställen hatten.
Aus Anlass des 400. Geburtstages von Martin Luther wurde eine Luthereiche gepflanzt, unter dessen Blätterdach im Juni 2017 ein Gottesdienst mit dem Thema „500jähriges Reformationsjubiläum“ stattfand.
Am 10. Juni 1895 suchte ein schweres Hagelunwetter das Dorf Gehrde und Rüsfort heim. Auch der heutige Bersenbrücker Ortsteil Talge und der Badberger Ortsteil Langen waren betroffen.

### 20. Jahrhundert
Die ärmlichen Verhältnisse besserten sich in der ersten Hälfte des 20. Jahrhunderts allmählich. Der Strom der Flüchtlinge und Heimatvertriebenen, der nach 1945 auch Gehrde erreichte, ließ ähnliche Wohnverhältnisse wieder entstehen. Dabei löste die Gruppe der Flüchtlinge die Gruppe der Kriegsgefangenen und Zwangsarbeiter ab, die während des Zweiten Weltkriegs in großer Zahl in der Landwirtschaft eingesetzt worden waren.
Juden gab es in Gehrde nur wenige. Der jüdische Viehhändler Hermann van Pels wanderte in der Zeit des Nationalsozialismus mit seiner Familie unter dem Druck der Verhältnisse nach Amsterdam aus. Dort wurde die Familie Pels Nachbarn von Anne Frank.
Gehrde wurde, wie das gesamte Artland, schon früh von den Nazis „erobert“. Offener Widerstand ist nicht bekannt. Insbesondere die Schullehrer waren sehr linientreu und haben zur Indoktrination der Bevölkerung beigetragen. Wer Feindsender hörte, wie die Familie Twelbeck, lief auch in Gehrde Gefahr, angezeigt zu werden. Dennoch war der Standesbeamte Twelbeck mutig genug, um in verschiedenen Fällen Personen zu einer „arischen Großmutter“ zu verhelfen.
Am Ende des Zweiten Weltkriegs kurz vor Einmarsch der Briten wurden alle Gemeindeakten von einem Trupp der SS in der örtlichen Mühle verbrannt. Nur wenige Gehrder kamen nach 1945 in die Umerziehungslager der Briten.
Mit dem beginnenden Wirtschaftswunder kam es auch in Gehrde zu einer starken Abwanderung in die Industriezentren. Dadurch entstand im Bereich der Landwirtschaft ein großer Druck zur Maschinisierung und Rationalisierung. Diesen Prozess haben auch in Gehrde nur wenige Höfe überstanden. Auch viele kleine Geschäfte im Dorf mussten aufgegeben werden. Aus einer überwiegend bäuerlichen Besiedlung ist eine vielschichtige Bevölkerung geworden.
Im Zuge der Gebietsreform in Niedersachsen, die am 1. Juli 1972 stattfand, wurden die zuvor selbständigen Gemeinden Groß Drehle, Helle, Klein Drehle und Rüsfort in die Gemeinde Gehrde eingegliedert. Alle Orte gehörten bis zum 30. Juni 1972 dem Landkreis Bersenbrück an.

### 21. Jahrhundert
Im Jahr 2007 nahm Gehrde am 22. Wettbewerb des Landes Niedersachsen Unser Dorf hat Zukunft teil. Es wurde mit der Note „gut“ bewertet. Die wirtschaftliche Lage Gehrdes beurteilte die Bewertungskommission mit den Worten: „Die Gemeinde Gehrde hat sich zu einem attraktiven Wohnort in der Samtgemeinde Bersenbrück bzw. dem Landkreis Osnabrück entwickelt. Zu erwähnen sind die für einen Ort dieser Größenordnung recht umfangreichen gastronomischen Angebote sowie die Übernachtungsmöglichkeiten für Urlauber und Feriengäste im Osnabrücker Land. Somit bietet auch die wirtschaftliche Entwicklungsachse ‚Tourismus‘ gute Perspektiven für die Gemeinde Gehrde.“ Einen Hinweis auf die denkmalgeschützten Fachwerkbauernhöfen, deretwegen die Gemeinde Gehrde in das Projekt Kulturschatz Artland einbezogen ist, gibt es in dem Bericht nicht.

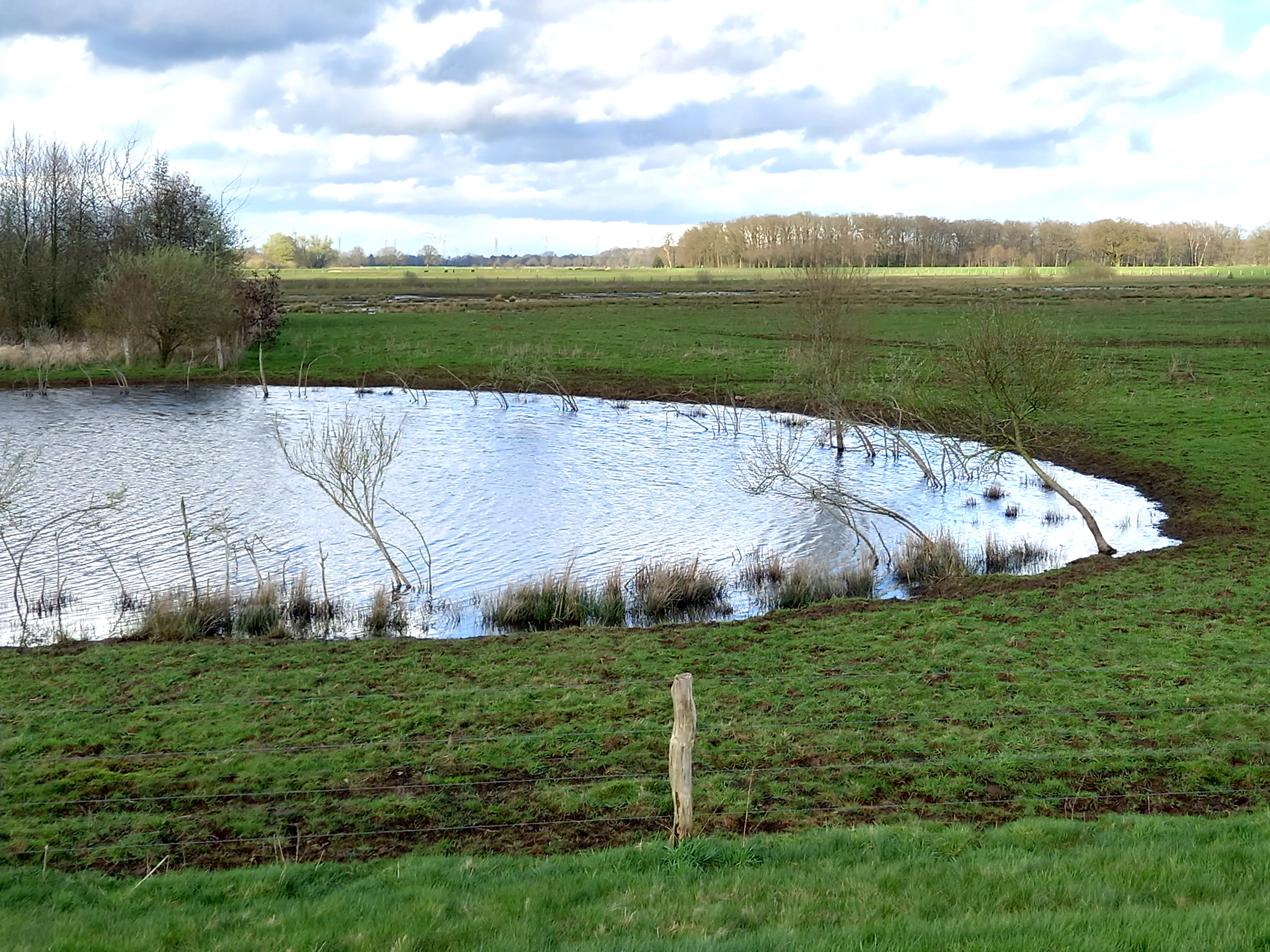
Retentionsfläche östlich der Hase in Rüsfort

Bis 2022 wurde die Haseaue in Rüsfort grundlegend umgestaltet. Zwischen 1999 und 2012 wurde mit Mitteln der Deutschen Bundesstiftung Umwelt eine 46 ha große zusammenhängende Fläche östlich der Hase ausgedeicht und der intensiven landwirtschaftlichen Nutzung entzogen. In mehreren Etappen fand auf den Flächen eine Absenkung des Bodens statt. Ebenso wurden Seitenarme, Blänken und Teiche, Extensivgrünländer und Röhrichte angelegt. Das Projekt stärkt die Lebensgemeinschaft der Haseaue und hier u. a. gezielt auch die Libellen und andere semiaquatische Insekten. Zudem wird der Lauf der Hase verlängert und naturnah strukturiert. Von großer Bedeutung ist die Tatsache, dass im mittleren Abschnitt der Hase auf der Fläche bei Rüsfort ein zusätzlicher großer, zusammenhängender Retentionsraum entstehen konnte.

## Einwohnerentwicklung

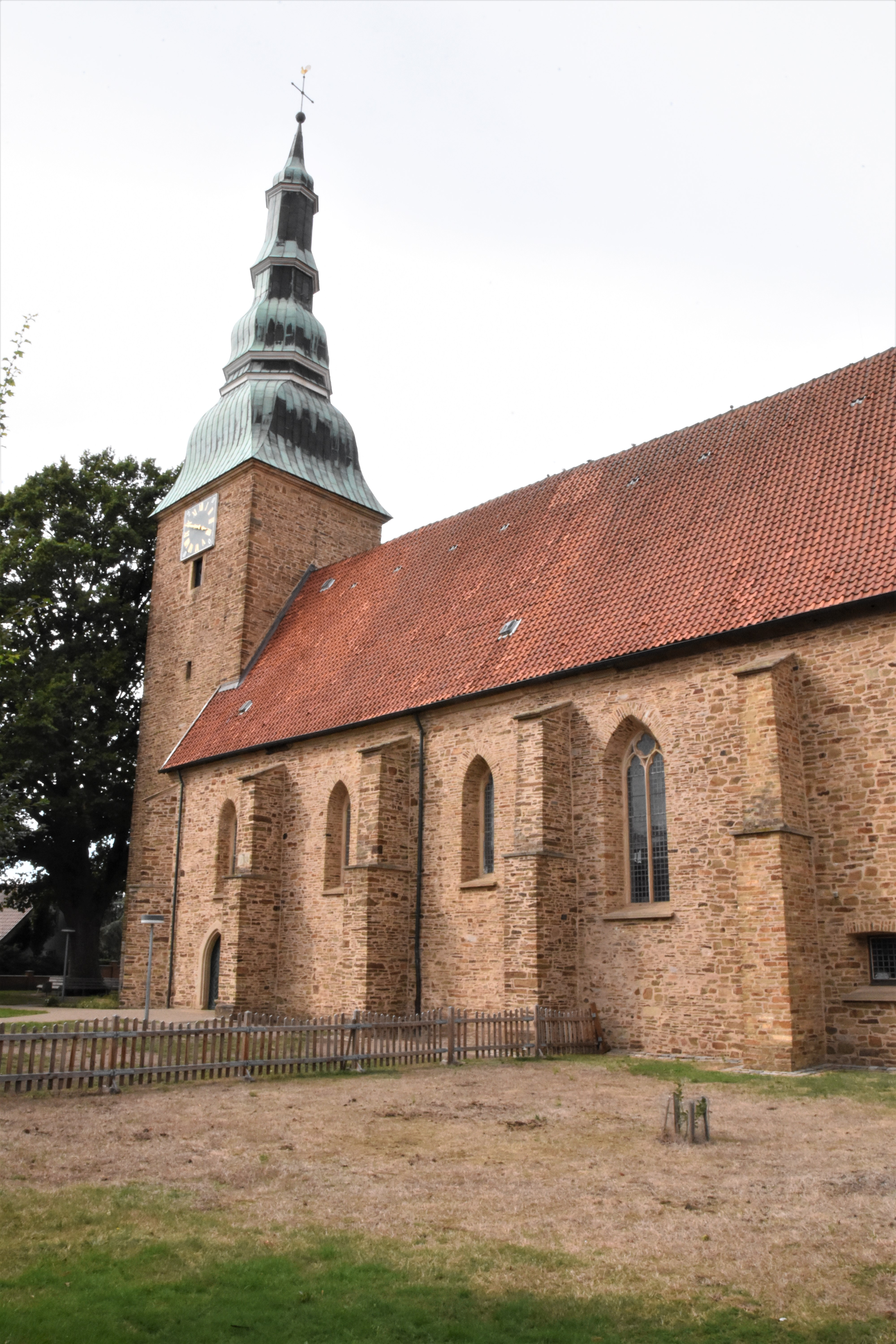
Evangelische St. Christophorus-Kirche

| Jahr | Einwohner | Quelle |
| ---- | --------- | ------ |
| 1885 | 0510 1    | [ 13 ] |
| 1910 | 0522 1    | [ 14 ] |
| 1933 | 651       | [ 13 ] |
| 1939 | 589       | [ 13 ] |
| 1950 | 10120     | [ 15 ] |
| 1956 | 815       | [ 15 ] |
| 1961 | 1647 2    | [ 5 ]  |
| 1970 | 1502 3    | [ 5 ]  |
| 1973 | 14280     | [ 16 ] |
| 1975 | 1438 4    | [ 17 ] |

| Jahr | Einwohner | Quelle |
| ---- | --------- | ------ |
| 1980 | 1408 4    | [ 17 ] |
| 1985 | 1394 4    | [ 17 ] |
| 1990 | 1544 4    | [ 17 ] |
| 1995 | 1997 4    | [ 17 ] |
| 2000 | 2282 4    | [ 17 ] |
| 2005 | 2491 4    | [ 17 ] |
| 2010 | 2507 4    | [ 17 ] |
| 2015 | 2504 4    | [ 17 ] |
| 2019 | 2533 4    | [ 17 ] |
| 0    | 0         | 0      |

1 Gehrde – Dorf inkl. Bauerschaft

2 Volkszählung vom 6. Juni inklusive der 1972 eingemeindeten Orte

3 Volkszählung vom 27. Mai inklusive der 1972 eingemeindeten Orte

4 jeweils zum 31. Dezember
|  |

## Religion
Kirchlich gehörte die Gemeinde ursprünglich zu Ankum. Wohl Anfang des 13. Jahrhunderts erhielt sie eine eigene Kapelle, die durch einen Vikar aus Ankum betreut wurde. Die Patronatsrechte lagen bis zu dessen Auflösung beim Kloster Bersenbrück, dann beim Landesherrn. In der capitulatio perpetua von 1650, die abschließend die Konfessionsverhältnisse im Hochstift Osnabrück regelte, wurde Gehrde der lutherischen Konfession zugeteilt.
Die gotische St.-Christophorus-Kirche wurde im 14. Jahrhundert aus Ueffelner Sandstein erbaut, der Chorraum 1822 erweitert. Die dreifach gestufte Haube des Westturms stammt aus dem Jahr 1740.

## Politik

### Gemeinderat
Der Rat der Gemeinde Gehrde besteht aus 13 Ratsfrauen und Ratsherren. Dies ist die festgelegte Anzahl für die Mitgliedsgemeinde einer Samtgemeinde mit einer Einwohnerzahl zwischen 2.001 und 3.000 Einwohnern. Die Ratsmitglieder werden durch eine Kommunalwahl für jeweils fünf Jahre gewählt. Die aktuelle Amtszeit begann am 1. November 2021 und endet am 31. Oktober 2026.
Die folgende Tabelle zeigt die Kommunalwahlergebnisse seit 1996.
| 2021–2026 | 33,2 | 4 | 31,0 | 4 | 16,0 | 2 | 13,4 | 2 | 6,4 | 1 | –   | – | 100 | 13 | 59,14 |
| 2016–2021 | 26,2 | 4 | 30,2 | 4 | 18,5 | 2 | 25,1 | 3 | –   | – | –   | – | 100 | 13 | 51,15 |
| 2011–2016 | 21,7 | 3 | 32,8 | 4 | 20,0 | 3 | 25,5 | 3 | –   | – | –   | – | 100 | 13 | 58,88 |
| 2006–2011 | 21,9 | 3 | 41,3 | 5 | 17,9 | 2 | 18,9 | 3 | –   | – | –   | – | 100 | 13 | 58,1  |
| 2001–2006 | –    | – | 58,8 | 8 | 30,2 | 4 | 9,0  | 1 | –   | – | 2,0 | 0 | 100 | 13 | 64,8  |
| 1996–2001 | –    | – | 63,8 | 8 | 22,8 | 2 | 13,4 | 1 | –   | – | –   | – | 100 | 11 | 73,3  |
| Prozentanteile gerundet. Quellen: Landesbetrieb für Statistik und Kommunikationstechnologie Niedersachsen. Bei unterschiedlichen Angaben in den genannten Quellen wurden die Daten des Landesbetrieb für Statistik und Kommunikationstechnologie verwendet, da diese eine insgesamt höhere Plausibilität aufweisen. 1 Unabhängige Wählergemeinschaft Gehrde/Bersenbrück |      |   |      |   |      |   |      |   |     |   |     |   |     |    |       |

### Bürgermeister
- 1976–2008: Hermann Specht (CDU, später UWGB)[24]
- 2008–2011: Wilhelm Kröger (CDU)[25]
- 2011–2021: Günther Voskamp (Grüne)[26]
- seit 2021: Elke Hölscher-Uchtmann (Bürgerliste Gehrde)

### Wappen
Die Einwohner Gehrdes wurden im Jahre 1986 dazu aufgerufen, sich an der Gestaltung eines neuen Kommunalwappens zu beteiligen. Otto Burzlaff – aus Osnabrück – fertigte den endgültigen Entwurf, der 1987 genehmigt wurde.
| Wappen von Gehrde | Blasonierung: „In Rot zwei einander zugewandte, silberne, stilisierte Drachen. Dazwischen ein silberner Pfahl; belegt mit einem grünen Turm, der mit einer barocken Haube versehen ist.“ |
| Wappen von Gehrde | Wappenbegründung: Die Samtgemeinde Bersenbrück erwähnt hierzu auf ihrer Webseite: „Das Wappen zeigt als zentrales Motiv den Turm der Gehrder St.-Christophorus-Kirche, die wahrscheinlich von den Herren von Rüsfort vor 1251 (erste urkundliche Erwähnung) gegründet wurde. Die charakteristische Barockhaube wurde 1740 von Meister Schönebaum aus Osnabrück geschaffen und gilt als Wahrzeichen Gehrdes. Mit der Aufnahme der charakteristischen Artländer Drachen soll die Zugehörigkeit der Gemeinde Gehrde zur Kulturlandschaft des Artlandes zum Ausdruck kommen. Die auf das Bistum Osnabrück zurückgehenden Farben Silber und Rot entsprechen denen des Wappens der Samtgemeinde Bersenbrück. Grün schließlich symbolisiert den ländlichen Charakter der Gemeinde.“ |

### Gemeindepartnerschaften
- Widuchowa (Polen), seit 2002[28]

## Sehenswürdigkeiten und regelmäßige Ereignisse

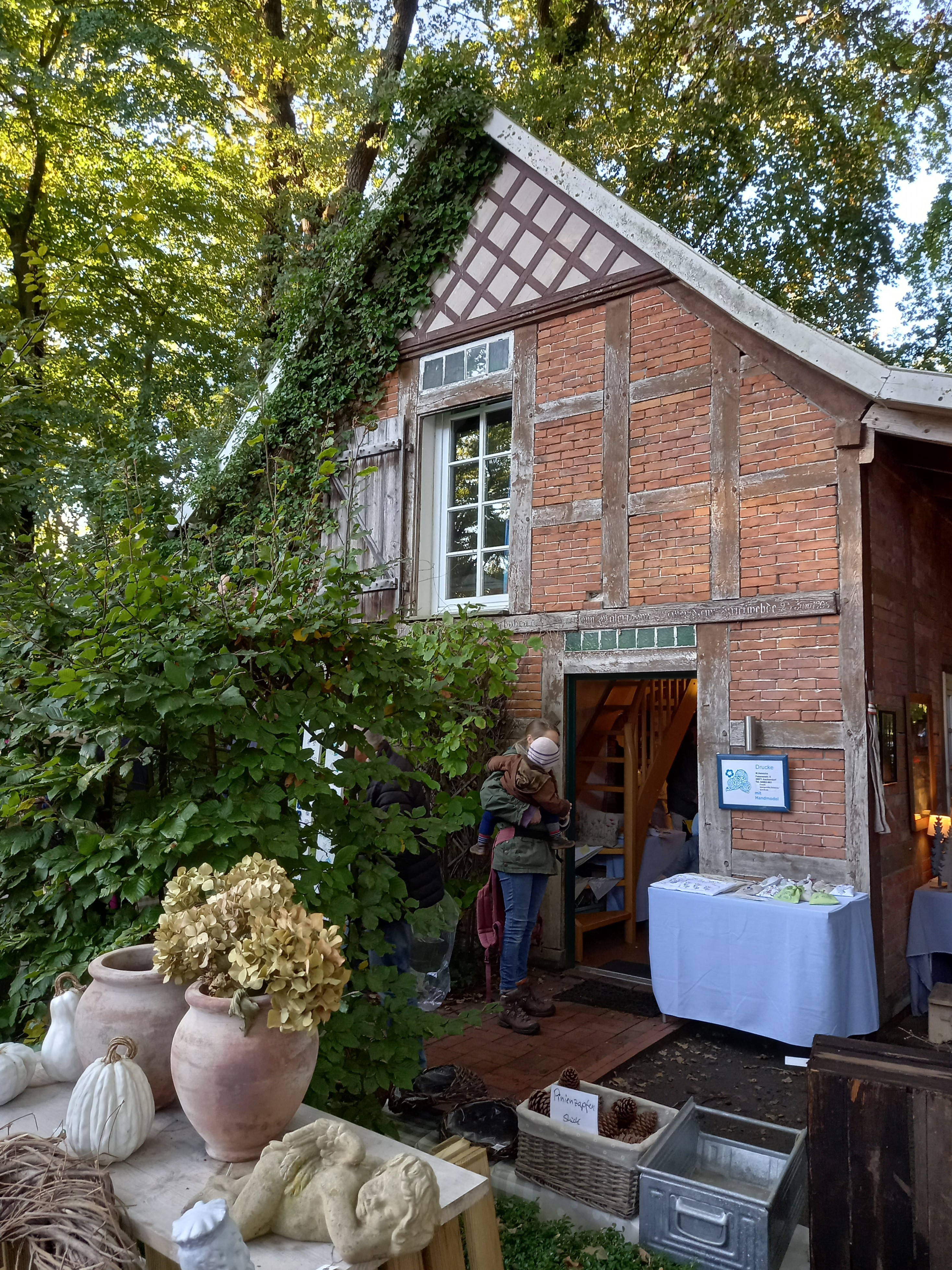
Martinsmarkt auf dem Hof Groneick

Da Gehrde in der „Landschaft Artland im Landkreis Osnabrück“ liegt, ist es, wie die Samtgemeinde Artland, in das Projekt Kulturschatz Artland einbezogen. Durch die von „Gehrde im Netz“ abgebildeten Fotos von typisch artländischen Fachwerk-Bauernhäusern wird die hohe Anzahl solcher Häuser auch in Gehrde deutlich.
Der Schützenverein Rüsfort feiert alljährlich an Pfingsten sein Schützenfest, der Schützenverein Gehrde seines Mitte Juli. Ende Oktober findet auf dem Hof Groneick im Westen Gehrdes alljährlich der Martinsmarkt statt.

## Verkehr
Die Bundesstraße B 214 durchquert das Gemeindegebiet von Südwesten nach Nordosten. Der größte Teil der Sehenswürdigkeiten der Gemeinde wird durch die Ferienstraße Artland-Route erschlossen. Es gibt Busverbindungen der Verkehrsgemeinschaft Osnabrück von Gehrde nach Bersenbrück.

## Persönlichkeiten

### Söhne und Töchter der Gemeinde
- Jürgen Espenhorst (~1520–1598), Pastor, Reformator im Artland (Gehrde, Quakenbrück)
- Dietrich Espenhorst (1557–1611), Domherr in Lübeck, Dechant zu St. Johann in Osnabrück, Ausbildung in Osnabrück und Rom
- Georg von der Espenhorst (1562–1615), Leiter der Schule am Kaiserhof zu Prag; 1607 von Kaiser Rudolf II. in den Reichsadelsstand erhoben
- Gerhard Rudolf Twelbeck (1815–1896), Kaufmann, Technikpionier, Bürgermeister, Regionalhistoriker
- Gerhard Twelbeck (1868–1966), Eisenbahningenieur, Regionalhistoriker
- Hermann van Pels (1898–1944), Vater von Peter van Pels – Freund der Anne Frank, Opfer des Holocaust
- Gerdrolf Twelbeck (1904–1958), Kaufmann, Rechtswissenschaftler, Genealoge

### Personen, die mit der Gemeinde in Verbindung stehen
- Karl Allöder (1898–1981), Bildhauer, Maler und Geigenbauer, er schuf das örtliche Kriegerdenkmal
- Martin Espenhorst, geb. Peters (* 1965), Historiker, ehemaliger parteiloser Ratsherr und Kulturausschussvorsitzender in Gehrde